# Pantolia flavomarginata
Pantolia flavomarginata är en skalbaggsart som beskrevs av Hippolyte Louis Gory och Achille Rémy Percheron 1833. Pantolia flavomarginata ingår i släktet Pantolia och familjen Cetoniidae. Inga underarter finns listade i Catalogue of Life.